# 北杜サイト太陽光発電所
北杜サイト太陽光発電所（ほくとサイトたいようこうはつでんしょ）は山梨県北杜市にある太陽光発電所。施設は北杜市が保有し、NTTファシリティーズが運営・管理を行っている。

## 概要
2006年（平成18年）に新エネルギー・産業技術総合開発機構（NEDO）が「大規模電力供給用太陽光発電系統安定化等実証研究」を公募した結果北杜市が委託先に選ばれ、事業が開始された。2008年（平成20年）に第一期工事が完了し、運用開始。翌2009年（平成21年）に第二期工事が完了し、本格運用を開始した。2011年（平成23年）3月を以て実証研究は終了し、4月より北杜市に譲渡され市営発電所となった。

## 諸元

### 所在地
- 山梨県北杜市長坂町夏秋・塚川地区
- 位置:北緯35度49分13.5秒 東経138度23分37.4秒 / 北緯35.820417度 東経138.393722度座標: 北緯35度49分13.5秒 東経138度23分37.4秒 / 北緯35.820417度 東経138.393722度

### 発電設備
- 総出力：2,000kW（予定）
- 面積：約10ha
- 年間発電電力：約200万kWh
- 運転開始：2008年（平成20年）3月